# بولشایا زولوتانکا
بولشایا زولوتانکا (انگلیسی: Bolshaya Zolotanka) یک رودخانه در سرزمین پرم کشور روسیه است.